# Montgomery (motorfiets)
Montgomery is een historisch Brits merk van motorfietsen.
W. Montgomery & Co., Bury St. Edmunds, later Coventry (1902-1939) was een Engels merk dat zijn eerste motorfiets in Bury St. Edmunds bouwde maar al snel naar motorstad Coventry verhuisde.

## Algemeen
William Montgomery was aanvankelijk (vanaf 1894) producent van rijwielen in Bury St. Edmunds. In 1902 begon hij Fafnir inbouwmotoren in versterkte fietsframes te monteren. Hij maakte ook bijzondere zijspancombinaties, waarbij het zijspan flexibel aan het hoofdframe bevestigd was, waardoor de motorfiets nog steeds overhelde in bochten. Hij maakte zelfs een combinatie met twee zijspannen. Zijn "normale", star bevestigde zijspannen verkochten het beste en Montgomery werd een belangrijke zijspanproducent. De zijpannen waren meestal zeer sportief gelijnd met houten frames en een gestroomlijnde carrosserie van gepolijst aluminium. In 1910 produceerde hij een 550cc eencilinder en in 1913 een motorfiets met een 690cc Coventry Victor boxermotor. In deze tijd, waarin zoals gezegd de zijspannen de belangrijkste bron van inkomsten waren, verhuisde het bedrijf naar een nieuwe fabriek in Coventry.
Het uitbreken van de Eerste Wereldoorlog zorgde voor een onderbreking van de productie.

## Samenwerking met George Brough
In 1921 ontwikkelde Montgomery een nieuwe voorvork met een bladveer die al snel door het net opgerichte merk Brough Superior werd toegepast. Er werden ook frames voor Brough Superior geproduceerd. In 1922 waren er weer Montgomery-motorfietsen te koop met JAP- en Bradshaw motoren van 350-, 600- en 1000cc. In 1923 schreef Montgomery een 600cc zijspancombinatie in voor de TT van Man. Deze machine had een JAP motor en een speciaal gebouwd zijspan, waarvan de aluminium carrosserie slechts 8 kg woog. Er was een vernikkelde zadeltank toegepast, die veel overeenkomsten vertoonde met die van Brough Superior. Het was dan ook duidelijk dat er intussen een goede samenwerking was ontstaan tussen George Brough en William Montgomery. Brough had ook het test- en ontwikkelingswerk voor de zijspanracer gedaan. De machine viel echter al in de tweede ronde uit. Montgomery bleef deelnemen (nog 14 keer) aan de TT van Man, zonder grote successen. Op Brooklands werd Cecil Ashby echter in 1924 Brits kampioen met een 500cc Montgomery kopklepper.

## Samenwerking met Anzani

### Racemotor
In 1924 was Montgomery al druk bezig met de ontwikkeling van een nieuwe racer voor Brooklands. Dit circuit was veruit het snelste vanwege de lange recht stukken en de toegepaste kombochten. Hubert Hagens had voor British Anzani een nieuwe 57° 1325cc V-twin ontwikkeld. Deze motor had dubbele bovenliggende nokkenassen die door koningsassen werden aangedreven. Claude Temple verbrak met deze motor, ingebouwd in een Montgomery rijwielgedeelte, het wereldrecord over de kilometer met vliegende start. Zijn hoogste gemiddelde snelheid over twee runs was 174,16 km/h, zijn hoogste snelheid over één run 181,58 km/h. Ook het wereldrecord over vijf mijl werd verbroken. Montgomery voorzag de machine van een zijspan en schreef hem in voor de 200 mijlsrace voor zijspannen op Brooklands. Deze motor had slechts vier kleppen en werd door Anzani ook als vliegtuigmotor op de markt gebracht. Hij werd tot 1930 ondersteboven in vliegtuigen als de Luton Minor en de Mignet Flying Flea gemonteerd.

### Wegmotor
Ook voor gewone klanten bouwde Montgomery een motorfiets met een op deze motor gebaseerde Anzani achtklepsmotor. Deze 8/38 had echter een kleinere cilinderinhoud (996cc), maar wel acht kleppen. De naam 8/38 werd samengesteld uit de 8 fiscale pk's die door de Royal Automobile Club waren berekend, en de 38 pk die het blok werkelijk leverde. (De fiscale pk's werden berekend op basis van de boring en het aantal cilinders, volgens een berekening uit 1910. Dit was een van de redenen voor Britse constructeurs om veel en lang met langeslag motoren te werken). De kleppen beschikten over afzonderlijke in- en uitlaatpoorten, waardoor ook dubbele inlaten en uitlaten toegepast werden. Hoewel de cilinderkoppen heel modern waren, waren het carter en het motorblok eerder behoudend. Er was slechts één nokkenwiel, de in- en uitlaatnokken werden bediend door rollen. Ook het smeersysteem was ouderwets: een Best and Lloyd pomp was met bouten op het distributiehuis van de ontstekingsmagneet gemonteerd. De olie werd van hieruit door het vacuüm in het carter naar de distributiezijde van de krukas gezogen. Het frame was uiteraard van Montgomery zelf. Het was een dubbel wiegframe met motorplaten waarmee het blok bevestigd was. Anzani-constructeur Hagens had ze zo geconstrueerd dat ze ook in samenwerking met een JAP motor konden worden gebruikt. De gepatenteerde cantilever voorvork had drie dikke en vijf dunne bladveren. Om gewicht te sparen waren zelfs de bouten van de sluitschalm van deze veren hol uitgevoerd. Er was een André-stuurdemper gemonteerd. De brandstoftank kon 11 liter benzine en 3,5 liter olie bevatten. De motor was leverbaar met twee overbrengingsverhoudingen (zonder en mét zijspan), en in een toer- en een sportversie. De sportmotor had smalle spatborden, Enfield wielen, een 200mm trommelrem vóór en een 180mm exemplaar achter. Al met al was de gelijkenis met de Brough Superior SS100 vrij groot, tot en met de vier uitlaten aan toe. Dat was niet verwonderlijk getuige de samenwerking die er steeds met George Brough was geweest.

## Jaren dertig
In het begin van de jaren dertig ging Montgomery ook lichtere motorfietsen produceren. Omdat er ook Villiers-blokken werden ingebouwd waren er Montgomery-motorfietsen te koop van 147- tot 1000cc, maar in de jaren dertig werden de modellen onder de 500cc geschrapt.
De productie viel voor de tweede keer stil door de Tweede Wereldoorlog en werd daarna niet meer opgestart.